# 国鉄シキ180形貨車 (初代)
国鉄シキ180形貨車（こくてつシキ180がたかしゃ）は、1957年（昭和32年）7月17日に飯野重工業で2両が製作された、47トン積み平床式大物車である。アメリカ陸軍輸送隊所有の私有貨車で、車籍は日本国有鉄道に編入された。1965年（昭和40年）に同じシキ180という同形式番号の80トン積み低床式大物車が製作されているが、全くの別車両である。
在日米軍の戦車を輸送するために製造された。重量が大きい戦車は、それまでシキ60形にしか搭載できず積車時の最高速度が制限されたことから、本形式が開発された。外見上は魚腹式台枠を備えた長物車である。
車体長は15,700 mmで、戦車搭載時の軸重制限の問題から三軸ボギー台車を備えていた。番号はシキ180・シキ181で、軍番号は800054・800055であった。常備駅は赤羽駅であった。
製造2年後の1959年（昭和34年）6月に日本国有鉄道からは除籍されたが、その後韓国へ移動したものとされている。